# Renate Mayntz
Renate Mayntz (* 28. April 1929 in Berlin als Renate Pflaum, teilweise auch Renate Mayntz-Trier) ist eine deutsche Soziologin und emeritierte Direktorin des Max-Planck-Instituts für Gesellschaftsforschung.

## Leben und Werk
Mayntz wurde 1929 in Berlin als Tochter des Professors für Maschinenbau Walter Pflaum geboren. Nach ihrem Abitur 1947 in Berlin studierte sie am Wellesley College (USA) und erwarb dort 1950 einen B. A.-Abschluss. 1953 wurde sie an der FU Berlin bei Otto Stammer zum Dr. phil. promoviert. Von 1953 bis 1957 war sie dann am UNESCO-Institut für Sozialwissenschaften in Köln tätig. 1957 habilitierte sie sich an der FU Berlin. In der darauf folgenden Zeit machte sie von 1958 bis 1959 ein Auslandsstipendium über die Rockefeller Foundation; von 1959 bis 1960 war sie Visiting Assistant Professor an der Columbia University, New York und von 1960 bis 1965 dann als Privatdozentin und Professorin an der Freien Universität Berlin tätig.
Von 1965 bis 1971 war Mayntz dort Ordinaria für Soziologie und zudem von 1966 bis 1970 Mitglied des Deutschen Bildungsrates. 1968 hatte sie den Theodor-Heuss-Lehrstuhl an der New School for Social Research in New York inne. Mayntz war Mitglied der Projektgruppe Regierungs- und Verwaltungsreform, die unter anderem Vorschläge für eine Reorganisation der Bundesregierung, inklusive einer Neuordnung der Geschäftsbereiche der Bundesministerien, erarbeiten sollte. Zwischen 1970 und 1973 war sie Mitglied der Studienkommission für die Reform des öffentlichen Dienstrechts; zwischen 1971 und 1973 zudem Ordinaria für Organisationssoziologie an der Deutschen Hochschule für Verwaltungswissenschaften Speyer und von 1973 bis 1985 Ordinaria für Soziologie an der Universität zu Köln. Von 1974 bis 1980 war Mayntz Mitglied des Senats der Deutschen Forschungsgemeinschaft. 1985 war sie Gründungsdirektorin des Max-Planck-Instituts für Gesellschaftsforschung in Köln sowie seit dieser Zeit Honorarprofessorin an der Universität zu Köln. 1997 erfolgte ihre Emeritierung.
Außerdem führte sie folgende ausländische Lehrtätigkeiten aus:
- Columbia University in the City of New York
- The New School for Social Research, New York (USA)
- The University of Edinburgh
- FLACSO in Santiago de Chile
- Stanford University (USA)

2009 gründete sie ein Netzwerk von 20 internationalen Wissenschaftlern, um die Regulierung der Finanzmärkte zu erforschen.
Ihre Forschungsschwerpunkte sind die Gesellschaftstheorie, politische Steuerung, Politikentwicklung und Implementation, Technikentwicklung, Wissenschaftsentwicklung und Wissenschaft und Politik sowie transnationale Strukturen und transnationale Regelungsversuche.
Verheiratet war sie mit dem Maler Hann Trier.

## Bekannte Schüler von Renate Mayntz
- Horst Bosetzky, Promotion 1969, FU Berlin, Soziologe und Schriftsteller.

## Auszeichnungen
- 1977 Ehrenpromotion Universität Uppsala
- 1979 Ehrendoktor der Universität Paris X (Nanterre)
- 1988 Ordentliches Mitglied der Academia Europaea[2]
- 1991 Arthur-Burkhardt-Preis
- 1999 Schader-Preis
- 2002 Ehrenpromotion des Europäischen Hochschulinstituts in Florenz, Wahl zum Auswärtigen Mitglied der American Academy of Arts and Sciences und Ehrenmitgliedschaft in der European Group for Organizational Studies
- 2004 Bielefelder Wissenschaftspreis gemeinsam mit Fritz W. Scharpf
- 2006 Preis der Deutschen Gesellschaft für Soziologie (DGS) für ein herausragendes wissenschaftliches Lebenswerk
- 2008 Ernst-Hellmut-Vits-Preis der Gesellschaft zur Förderung der Westfälischen Wilhelms-Universität Münster
- 2010 Innovationspreis des Landes Nordrhein-Westfalen für ihr Lebenswerk
- 2011 Verdienstorden des Landes Nordrhein-Westfalen

## Werke (Auswahl)
- Die moderne Familie (= Geschlechtsleben und Gesellschaft. Bd. 1). Enke, Stuttgart 1955.
- Soziale Schichtung und sozialer Wandel in einer Industriegemeinde. Eine soziologische Untersuchung der Stadt Euskirchen. Enke, Stuttgart 1958.
- Die soziale Organisation des Industriebetriebes. Enke, Stuttgart 1958. Parteigruppen in der Großstadt. Untersuchungen in einem Berliner Kreisverband der CDU (= Schriften des Instituts für Politische Wissenschaft. Bd. 16). Westdeutscher Verlag, Opladen 1959.
- Soziologie der Organisation. Rowohlt, Reinbek b. Hamburg 1963 (9. Aufl. 1977, ISBN 3-499-55166-7).
- mit Kurt Holm und Peter Hübner: Einführung in die Methoden der empirischen Soziologie. Westdeutscher Verlag, Köln/Opladen 1969 (5. Aufl. 1978, ISBN 3-531-11154-X).
- mit Niklas Luhmann: Personal im öffentlichen Dienst. Eintritt und Karrieren. Personaluntersuchung (= Studienkommission für die Reform des Öffentlichen Dienstrechts. Bd. 7). Nomos, Baden-Baden 1973, ISBN 3-7890-0076-0.
- mit Fritz Wilhelm Scharpf: Policy-making in the German federal bureaucracy. Elsevier, Amsterdam 1975, ISBN 0-444-41272-7.
- Organisation, Militär (= Handbuch der empirischen Sozialforschung. Bd. 9). Enke, Stuttgart 1977, ISBN 3-432-86942-8.
- Soziologie der öffentlichen Verwaltung (= UTB. Bd. 765). C. F. Müller, Heidelberg 1978 (4. Aufl. 1997, ISBN 3-8252-0765-X).
- Forschungsmanagement - Steuerungsversuche zwischen Scylla und Charybdis. Probleme der Organisation und Leitung von hochschulfreien, öffentlich finanzierten Forschungsinstituten. Westdeutscher Verlag, Opladen 1985, ISBN 3-531-11777-7.
- Policy-Netzwerke und die Logik von Verhandlungssystemen. In: Politische Vierteljahresschrift. Jg. 1993, S. 39–56.
- mit Hans-Georg Wolf: Deutsche Forschung im Einigungsprozeß. Die Transformation der Akademie der Wissenschaften der DDR 1989 bis 1992 (= Schriften aus dem Max-Planck-Institut für Gesellschaftsforschung Köln. Bd. 17). Campus-Verlag, Frankfurt am Main 1994, ISBN 3-593-35180-3.
- (Hrsg.): Aufbruch und Reform von oben. Ostdeutsche Universitäten im Transformationsprozeß (= Schriften aus dem Max-Planck-Institut für Gesellschaftsforschung Köln. Bd. 19). Campus-Verlag, Frankfurt am Main 1994, ISBN 3-593-35179-X.

- mit Fritz Wilhelm Scharpf (Hrsg.): Gesellschaftliche Selbstregelung und politische Steuerung (= Schriften aus dem Max-Planck-Institut für Gesellschaftsforschung Köln. Bd. 31). Campus Verlag, Frankfurt am Main 1995, ISBN 3-593-35426-8.
- (Hrsg.): Transformation mittel- und osteuropäischer Wissenschaftssysteme. Leske + Budrich, Opladen 1995, ISBN 3-8100-1369-2.
- Soziale Dynamik und politische Steuerung. Theoretische und methodologische Überlegungen (= Schriften aus dem Max-Planck-Institut für Gesellschaftsforschung Köln. Bd. 29). Campus-Verlag, Frankfurt am Main 1997, ISBN 3-593-35734-8.
- Das Menschenbild in der Soziologie. Rhema-Verlag, Münster 2001, ISBN 3-930454-27-0.
- Sozialwissenschaftliches Erklären. Probleme der Theoriebildung und Methodologie (= Schriften aus dem Max-Planck-Institut für Gesellschaftsforschung Köln. Bd. 63). Campus-Verlag, Frankfurt am Main 2009, ISBN 978-3-593-38891-5.
- Über Governance. Institutionen und Prozesse politischer Regelung (= Schriften aus dem Max-Planck-Institut für Gesellschaftsforschung Köln. Bd. 62). Campus-Verlag, Frankfurt am Main 2009, ISBN 978-3-593-38892-2.
- (Hrsg.): Crisis and control. Institutional change in financial market regulation (= Schriften aus dem Max-Planck-Institut für Gesellschaftsforschung Köln. Bd. 75). Campus-Verlag, Frankfurt am Main 2012, ISBN 978-3-593-39671-2.